# KYOKO (AV女優)
KYOKO（きょうこ、1987年8月8日 - ）は、日本の元AV女優、レゲエダンサー。

## 人物・略歴
趣味・特技はレゲエダンス、体がとても柔らかい事、ショッピング。 
2007年12月6日に『レゲエ界激震!ダンスイベントクィーンKYOKOついに衝撃のAVデビュー』でディープス専属女優としてデビュー。
2009年3月5日の『パプニング続出！腰ふりまくりのKYOKO密着24時！ファイナルレゲエFUCK PROMOTION』でディープス専属女優を卒業。

## 作品

### アダルトビデオ
2007年
- レゲエ界激震!ダンスイベントクィーンKYOKOついに衝撃のAVデビュー（2007年12月6日、ディープス）

2008年
- レゲエ界激震!ダンスイベントクィーンKYOKO第2弾!デビューで魅せた衝撃の腰づかいで潮吹きまくり （2008年1月5日、ディープス）
- レゲエ界激震!ダンスイベントクィーンKYOKO第3弾!腰フリレゲエダンス逆ナンパ〜素人秒殺ヌキまくり〜（2008年2月7日、ディープス）
- 業界随一の最強ギャル!KYOKO ギャルコス（2008年3月6日、ディープス）
- KYOKO第5弾!人生初!軟体BODYで生中出しFUCK! （2008年4月4日、ディープス）
- ついに実現!レゲエダンス界の頂上決戦！KYOKO vs YOKO ダンス×腰フリ×騎乗位×チ○ポ抜きまくりバトル（2008年5月8日、ディープス） 共演:YOKO
- ダンスイベントクィーンKYOKO ペニバンレズFUCK（2008年6月5日、ディープス） 共演:RINA、RINGO
- ダンスイベントクィーンKYOKO 中出しファン感謝祭!（2008年7月4日、ディープス）
- ダンスイベントクィーンKYOKO　淫乱すぎる腰フリ!尻ケツフリ!無限大!!（2008年8月7日、ディープス）
- ダンスイベントクィーンKYOKO レゲエダンスFUCK〜業界随一の最強ダンサーが魅せる最強ダンスSEX〜 （2008年9月4日、ピュアネスプラネット）
- 連続絶頂レゲエダンスオルガズム〜痙攣するほど、ヨガリまくり&イキまくり!〜（2008年10月9日、ピュアネスプラネット）
- パイパン☆レゲエダンサー〜イヤラしいオ○ンコが丸見えになり　腰使いも加速度的にヒートアップ〜 （2008年11月6日、ピュアネスプラネット）
- リアルダンサー10人集結! DANCE QUEEN PARTY MIX（2008年11月6日、ディープス）
- 全部で50発!顔射だけで4時間（2008年11月20日、ディープス）
- KYOKO SPACE-DANCE☆COSMO-FUCK（2008年12月4日、ピュアネスプラネット）

2009年
- PurenessソープPlanet KYOKO レゲエダンスソープ嬢（2009年1月1日、ピュアネスプラネット）
- それは人生で一番輝きを放つ瞬間、ディープス専属女優たちの『初脱ぎ』『初ハメ』の記録。（2009年1月8日、ディープス）
- ダンスイベントクィーンKYOKO バーチャルレゲエFUCKER（2009年2月5日、ディープス）
- ハプニング続出!腰ふりまくりのKYOKO密着24時!ファイナルレゲエFUCK PROMOTION（2009年3月5日、ディープス）
- レゲエダンスクイーンMOODYZデビュー KYOKO（2009年4月13日、MOODYZ）
- 淫らな美尻 KYOKO（2009年5月13日、MOODYZ）
- パイパン潮吹きFUCK KYOKO（2009年6月13日、MOODYZ）
- 初ゴックンと濃厚SEX KYOKO（2009年7月13日、MOODYZ）
- 全員で13人!水着だけで4時間!!（2009年7月23日、ディープス）
- 真性中出し KYOKO（2009年8月13日、MOODYZ）
- ふたなり×白い体液（2009年9月13日、MOODYZ） 共演:雪見紗弥
- 黒ギャルだよ!!全員集合!!!イタズラ逆ナンはマジやばくねぇ〜!!!（2009年10月8日、GARCON） 共演:ひなのりく、RUMIKA、遠藤瀬梨那
- 24/7【TWENTY FOUR/SEVEN】 07（2009年10月21日、プレステージ）
- コンビニで見つけた万引き常習ギャルを万引きGメンになりすまして強制露出・陵辱中出しレイプ!!（2009年11月5日、GARCON）共演:RUMIKA
- WATER POLE SPECIAL KYOKO&RIKU+WP 3P BEST（2009年11月12日、プレステージ） 共演:ひなのりく
- センズリをガン見するギャル 12人（2009年12月3日、グローリークエスト） 共演:成島りゅう、杏堂なつ、水森れん、紗奈
- 渋谷BLACK VS 女子校生BLACK（2009年12月5日、GARCON）
- 東京GalsベロCity 29（2009年12月5日、ドリームチケット）
- ド(怒)金髪ギャル!!最強エロギャルの強制集団逆レイプ!!!（2009年12月5日、GARCON）
- WATER POLE SPECIAL RIKU&KYOKO+WP 3P BEST（2009年12月10日、プレステージ） 共演:ひなのりく
- キメセク アルコールと媚薬をキメテセックス（2009年12月19日、ドグマ）

2010年
- kira☆kira BLACK GAL SPECIAL〜痴女GALS PARTY〜（1月19日、kira☆kira）共演:RICA、ひなのりく、彩花ゆめ、泉麻那
- Gal Wife（1月20日、STAR PARADISE）
- ぶっかけ中出し輪姦100連（1月25日、ダスッ!）
- 「女の口は嘘をつく。」 雌女ANTHOLOGY #078（2月5日、アウダースジャパン）
- おしり尻!尻!尻! クイクイくねらせイキまくり Vol.01（2月7日、桃太郎映像出版）
- ギャル・ザーメン・トランス（2月15日、ワープエンタテインメント）
- TokyoギャルナンパGROOVE 02（2月19日、KMP）共演:七瀬ゆうり、観月セイラ
- kira☆kira BLACK GAL HARD RODEO☆HOT DANCING（2010年2月19日、kira☆kira）共演:RUMIKA
- 東京FUNKYギャル（2月26日、aini）
- 第5回 ギャル女子校生!妹-1グランプリ（3月18日、ディープス）共演:RUMIKA、梨杏
- 純愛レズビアン 12（4月30日、aini）共演:宮川怜
- コギャル痴女ちんぽいじめ（7月19日、YeLLOW）共演:愛菜りな、愛音ゆう、武藤クレア
- きもち良すぎて白目をむくの。（7月19日、乱丸）
- kira☆kira BLACK GAL SPECIAL〜小悪魔GALSお宅訪問☆押しかけSEX〜（7月19日、kira☆kira）共演:愛菜りな、COCONA
- kira☆kira BLACK GAL 踊る黒尻☆EROTIC DANCER（8月19日、kira☆kira）
- 世界で一番大きなチンポを持つ男のSEX（9月19日、ROOKIE）共演:モカ、ひなのりく、泉麻那
- 浣腸解禁 KYOKO（9月25日、ダスッ!）
- 生搾り! ゴム無しFUCKでザーメン強制搾取!（9月25日、美）
- kira☆kira BLACK GAL 黒GAL露出〜微乳パイパン大胆挑発FUCK〜（11月19日、kira☆kira）
- 生き残ってた!!マンバギャル!!! vol.02（12月7日、GARCON）共演:RUMIKA他
- DOUBLE 2（12月24日、デジタルアーク）共演:泉麻那
- FOXXY LOUNGE 3（12月25日、デジタルアーク）共演:HARUKI、泉麻那、モカ

2011年
- NAMANAKA GALS 08（2011年2月11日、aini） 共演:RUMIKA、ひなのりく
- ギャルが疲れたオジサンを癒しちゃう（2011年3月5日、GARCON） 共演:RUMIKA、尾上ライナ、宮下つばさ、RION
- NAMANAKA GALS 11（2011年4月29日、aini） 共演:武藤クレア、愛菜りな
- ギャルだらけの逆チカン路線バス!8時間2枚組総集編全発射シーンもれなく収録SP!!（12月8日、GARCON）

## テレビ
- エロ生☆パラダイス （GyaOジョッキー2008年4月1日・6月17日・10月7日放送出演）
- 桃のふくらみ（MONDO TV）